# Крейг Робінсон
Крейг Робінсон (англ. Craig Robinson; нар. 25 жовтня 1971, Чикаго, Іллінойс, США) — американський актор, комік, відомий ролями в телесеріалах «Офіс», «Бруклін 9-9», а також фільмах «Зак і Мірі знімають порно», «Машина часу в джакузі», «Повний розковбас», «Це кінець», «Зеровілль».

## Біографія
Крейг Філліп Робінсон народився в Чикаго, США в родині аторнея та вчительки музики. Освіту здобув у Університеті штату Іллінойс і приватному Університеті Святого Ксав'єра.

## Кар'єра
Після закінчення університету Робінсон працював вчителем музики в початковій школі. Ранніми роботами Крейга як актора були у короткометражному кіно, потім його почали знімати у серіалах, але переважно він отримував епізодичні ролі. Прорив на телебаченні відбувся, коли актора затвердили на роль у американському варіанті британського серіалу «Офіс». Дебютними роботами у кіно були у стрічках «Татусева донька», «Трошки вагітна», «Війна динозаврів», «Важко крокуючи», які вийшли в прокат у 2007. У жовтні 2012 року актор приєднався до зйомок телесеріалу «Містер Робінсон». У грудні того ж року був оголошений акторський склад американського комедійного бойовика режисерів Евана Голдберга та Сета Роґена «Це кінець», у якому був і Робінсон. Першу головну роль зіграв у стрічці 2013 року «Ми — сім'я Піплз». У жовтні 2013 року актор отримав роль музиканта Мейсіо Паркера в біографічній драмі про життя Джеймса Брауна «Джеймс Браун: Шлях до успіху». У жовтні 2014 стало відомо, що Крейг Робінсон зіграє в кіноекранізації Джейсом Франко однойменного роману Стіва Еріксона «Зеровілль». У березні актор приєднався до комедійної стрічки «Столик № 19», а у травні стало відомо, що він буде озвучувати героя в анімаційному фільмі «Прислужники». У липні 2015 року актор приєднався до зйомок драмедії «Морріс з Америки». За свою роль другого плану Робінсон став номінантом кінопремії «Незалежний дух». У грудні 2015 року актор з'явився в рекламному ролику мережі магазинів «Walmart».
У 2016 актор з'явився у семи епізодах серіалу «Пан Робот». У березні того ж року було оголошено, що Робінсон буде грати у продовженні телесеріалу. У серпні 2016 року з'явилась інформація, що актор отримав головну роль у серіалі «Примари», а в наступному році повідомили, що він буде також виконавчим продюсером. На початку 2017 року актор отримав роль у фільмі «Вечір з Беверлі Лафф Лінн». У березні 2018 року актор отримав голосову роль у фільмі «Подорож доктора Дулітла». У червні того ж року повідомлялось, що Робінсон з'явиться у біографічній кінокомедії «Мене звуть Долемайт», а у жовтні Крейг приєднався до акторського складу фентезійної стрічки «Мона Ліза і кривавий місяць». У січні 2019 було оголошено, що він отримав роль у фільмі «Тіммі Провал».

## Фільмографія

### Фільми
| Рік  | Назва                                     | Оригінальна назва                              | Роль                       | Примітки                  |
| ---- | ----------------------------------------- | ---------------------------------------------- | -------------------------- | ------------------------- |
| 2002 |                                           | Play'd: A Hip Hop Story                        | Коул                       | телефільм                 |
| 2007 | «Татусева донька»                         | Daddy's Little Girls                           | Байрон                     |                           |
| 2007 | «Трошки вагітна»                          | Knocked Up                                     | вишибало                   |                           |
| 2007 | «Війна динозаврів»                        | D-War                                          | Брюс                       |                           |
| 2007 | «Важко крокуючи»                          | Walk Hard: The Dewey Cox Story                 | Боббі                      |                           |
| 2008 |                                           | The Frequency of Claire                        |                            |                           |
| 2008 | «Ананасовий експрес»                      | Pineapple Express                              | Метісон                    |                           |
| 2008 | «Зак і Мірі знімають порно»               | Zack and Miri Make a Porno                     | Ділані                     |                           |
| 2009 | «Фанати»                                  | Fanboys                                        | охоронець                  |                           |
| 2009 | «Місс Березень»                           | Miss March                                     | Кінський Хрін              |                           |
| 2009 | «Ніч у музеї 2»                           | Night at the Museum: Battle of the Smithsonian | пілот                      |                           |
| 2009 | «Школа виживання випускників»             | Post Grad                                      | працівник похоронного бюро |                           |
| 2009 | «Продавець»                               | The Goods: Live Hard, Sell Hard                | DJ                         |                           |
| 2010 | «Геніальний тато»                         | Father of Invention                            | Джеррі                     |                           |
| 2010 | «Машина часу в джакузі»                   | Hot Tub Time Machine                           | Нік Веббер-Агноу           |                           |
| 2010 | «Шрек назавжди»                           | Shrek Forever After                            | Кукі                       | озвучення                 |
| 2013 | «Втеча з планети Земля»                   | Escape from Planet Earth                       | Док                        | озвучення                 |
| 2013 | «Ми — сім'я Піплз»                        | Peeples                                        | Вейд Волкер                |                           |
| 2013 | «Це кінець»                               | This Is the End                                | Крейг Робінсон             |                           |
| 2013 | «Восторг Палуза»                          | Rapture-Palooza                                | Ганді                      | також виконавчий продюсер |
| 2013 | «Персі Джексон: Море чудовиськ»           | Percy Jackson: Sea of Monsters                 | Джордж                     | озвучення                 |
| 2014 |                                           | Get On Up                                      | Макео Паркер               |                           |
| 2015 | «Машина часу в джакузі 2»                 | Hot Tub Time Machine 2                         | Нік Веббер                 |                           |
| 2016 | «Морріс із Америки»                       | Morris from America                            | Кертіс                     |                           |
| 2016 | «Повний розковбас»                        | Sausage Party                                  | містер Грітц               | озвучення                 |
| 2017 | «Столик № 19»                             | Table 19                                       | Джеррі Кепп                |                           |
| 2017 | «Вбити за лайк»                           | Tragedy Girls                                  | Альберт Гілл               |                           |
| 2017 | «Знайдені в Остіні»                       | Austin Found                                   | Джебедіа                   |                           |
| 2018 | «Вечір з Беверлі Лафф Лінн»               | An Evening with Beverly Luff Linn              | Беверлі Лафф Лінн          |                           |
| 2018 | «Прислужники»                             | Henchmen                                       | Стью                       | озвучення                 |
| 2019 | «Моє ім'я Долемайт»                       | Dolemite Is My Name                            | Бен Тейлор                 |                           |
| 2019 |                                           | The Ark and the Aardvark                       | Клайд                      | озвучення                 |
| 2019 | «Джей та Мовчазний Боб: Перезавантаження» | Jay and Silent Bob Reboot                      | суддя                      |                           |
| 2019 | «Зеровілль»                               | Zeroville                                      | злодій                     |                           |
| 2020 | «Подорож доктора Дулітла»                 | The Voyage of Doctor Dolittle                  | Кевін                      | озвучення                 |
| 2020 | «Співоча пташка»                          | Songbird                                       | Лестер                     |                           |
| 2021 | «Мона Ліза і кривавий місяць»             | Mona Lisa and the Blood Moon                   | офіцер Гарольд             |                           |
| 2022 | «Поганці»                                 | The Bad Guys                                   | пан Акуляк                 | озвучення                 |
| 2025 | «Поганці 2»                               | The Bad Guys 2                                 | пан Акуляк                 | озвучення                 |

### Серіали
| Рік       | Назва                             | Оригінальна назва            | Роль           | Примітки               |
| --------- | --------------------------------- | ---------------------------- | -------------- | ---------------------- |
| 2003      |                                   | Lucky                        | Бадді          | 13 епізодів            |
| 2004      | «Шоу Берні Мака»                  | The Bernie Mac Show          | Вейн           | 1 епізод               |
| 2004      | «Друзі»                           | Friends                      | клерк          | 1 епізод               |
| 2004      |                                   | LAX                          | Вейн           | 1 епізод               |
| 2005      | «Уповільнений розвиток»           | Arrested Development         | охоронець      | 1 епізод               |
| 2005      | «Зменш свій ентузіазм»            | Curb Your Enthusiasm         | обслуговуючий  | 1 епізод               |
| 2005–2013 | «Офіс»                            | The Office                   | Деріл Філбін   | 120 епізодів           |
| 2007      | «Школа водіння містера Робінсона» | Mr Robinson's Driving School | Робінсон       | міні-серіал; 4 епізоди |
| 2007      | «На півдорозі додому»             | Halfway Home                 | містер Браун   | 1 епізод               |
| 2009–2013 | «Шоу Клівленда»                   | The Cleveland Show           | Браун          | озвучення; 17 епізодів |
| 2009      | «Порно для всієї родини»          | James Gunn's PG Porn         | Гавана Боб     | 1 епізод               |
| 2009      | «Ріно 911»                        | Reno 911!                    | Левон          | 1 епізод               |
| 2009–2012 | «На дні»                          | Eastbound & Down             | Рег Макворті   | 4 епізоди              |
| 2011      | «Любов кусається»                 | Love Bites                   | стрілець       | 2 епізоди              |
| 2014–2019 | «Бруклін 9-9»                     | Brooklyn Nine-Nine           | Даг Джуді      | 7 епізодів             |
| 2015      | «Кі та Піл»                       | Key & Peele                  | у ролі себе    | 1 епізод               |
| 2015      | «Містер Робінсон»                 | Mr. Robinson                 | Крейг Робінсон | 6 епізодів             |
| 2016-2019 | «Американський тато!»             | American Dad!                | різні ролі     | озвучення; 5 епізодів  |
| 2016      | «Пан Робот»                       | Mr. Robot                    | Рей            | 7 епізодів             |
| 2017-2018 | «Примари»                         | Ghosted                      | Лерой Райт     | 16 епізодів            |
| 2017-2018 | «Великий рот»                     | Big Mouth                    | різні ролі     | 3 епізоди              |
| 2018      | «Корпорація снів»                 | Dream Corp LLC               | пацієнт 43     | 1 епізод               |